# Вязноватовка
Вязноватовка — село в Нижнедевицком районе Воронежской области. Административный центр Вязноватовского сельского поселения.

## География
Село находится на берегах реки Ольшанки.
Расстояние до административных центров: 7 км на запад до села Нижнедевицка — центра Нижнедевицкого района, 39 км на восток до Воронежа — центра Воронежской области.

### Улицы[5]
| - ул. Загорского - ул. Мира - ул. Октябрьская | - ул. Первомайская - ул. Победы - ул. Пролетарская | - ул. Садовая - ул. Советская - ул. Чапаева |

## Транспорт
Через село проходит автомобильная дорога общего пользования федерального значения Курск — Воронеж Р298 (E 38). На трассе расположена остановка общественного транспорта, с которой можно на автобусе доехать до Белгорода, Воронежа, Нижнедевицка, Старого Оскола, Курска и других населённых пунктов.
В 11 км на северо-восток в посёлке Курбатово находится железнодорожная станция Курбатово Юго-Восточной железной дороги. Оттуда можно добраться до города Воронеж и рабочего посёлка Касторное.

## Население
| 1859  | 1897  | 2010  | 2012  | 2013  | 2014  | 2015  |
| ----- | ----- | ----- | ----- | ----- | ----- | ----- |
| 2938  | ↗4123 | ↘1097 | ↘1085 | ↘1061 | ↘1041 | ↘1018 |
| 2016  | 2017  | 2018  |       |       |       |       |
| ↘1013 | ↗1024 | ↘1016 |       |       |       |       |

В 1746 году в селе было 78 дворов. В 1859 году — 280 дворов. В 1880 году — 445 дворов и 3407 жителей, которые занимались в основном хлебопашеством.

## История
Село возникло в конце XVII века как Вязноватое. Название происходит от болотистой и вязкой почвы, свойственной для северо-западной части Нижнедевицкого уезда.
Другое название — Везноватое.
Первое упоминание о деревянной православной Предтеченской церкви в селе относится к 1705 году. В 1755 году была перестроена. В 1776 году начато строительство нового деревянного храма, освященного в 1779 году. В 1800 году воздвигнут и освящен новый каменный храм, а в 1862 году — каменная ограда.
В 1880 году Вязноватое входило в Пригородненскую волость Нижнедевицкого уезда Воронежской губернии. В селе располагались церковь, 6 лавок, и постоялый двор.
В 1907 году в селе было две школы — церковно-приходская, открытая в 1889 году и земская.

## Достопримечательности
- Мемориал погибшим в Великой Отечественной войне на месте братской могилы[21]

## Социальная сфера
- Детский сад
- Детский эстетический центр
- Сельский дом культуры[22]
- Средняя общеобразовательная школа имени Семёна Васильевича Пенькова, открытая в 1968 году[23]
- Фельдшерско-акушерский пункт